# Gantonnet d'Abzac
Gantonnet d'Abzac (?-1401) était un noble périgourdin de la famille d'Abzac qui servit notamment comme connétable à Chypre, en Italie et finalement en Provence.

## Biographie
Hélias, dit Gantonnet, est le fils cadet de Guy d'Abzac, chevalier, seigneur de La Douze, consul de Périgueux, sénéchal de Périgord et de Jeanne de la Pradelle, dite Bertrande, dame de Beauregard sœur de Raymond de La Pradelle, archevêque de Nicosie. Il fut seigneur de Montastruc en Périgord. Ce banneret est aussi connu sous les noms d’Autissac ou d'Auchizac.

### Ses campagnes militaires
Ses premiers faits d’armes datent de 1365. À la fin juin, il prit part au sainct voyage d’oultre mer vers Alexandrie. Il s’embarqua à Venise, avec les croisés de Pierre Ier de Lusignan, roi de Chypre. Parmi eux se trouvaient le légat pontifical, Pierre Thomas, patriarche de Constantinople, Guillaume III Roger de Beaufort, vicomte de Turenne, Philippe de Mézières, chancelier du roi de Chypre, et Jean de la Rivière, chancelier du roi de France. Après la prise du port égyptien, dont la mise à sac dura du 10 au 13 octobre, il demeura à Chypre.
Il n’en revint qu’en 1372. En juin de cette année, Othon de Brunswick, qui avait quitté Asti, la capitale du Montferrat assiégée par Galéas Visconti, arriva à Avignon à la recherche d’alliés. Grégoire XI prêcha la croisade contre les Visconti et forma une Ligue, placée sous le commandement d’Amédée VI de Savoie, pour rabattre leur superbe. Dans le courant du mois suivant, le pape nomma Gantonnet, Capitaine général de Verceil, en Lombardie, et in tota marchia ipsus patriae usque ad fluvium vacatum lo Po. Un an plus tard, lors d’une offensive générale contre les Visconti, Gantonnet s’empara de la ville d’Arona, près du lac Majeur, et la vendit au Saint Siège pour la somme de 2 000 florins.

### Capitaine pontifical et vicaire général de Raymond de Turenne

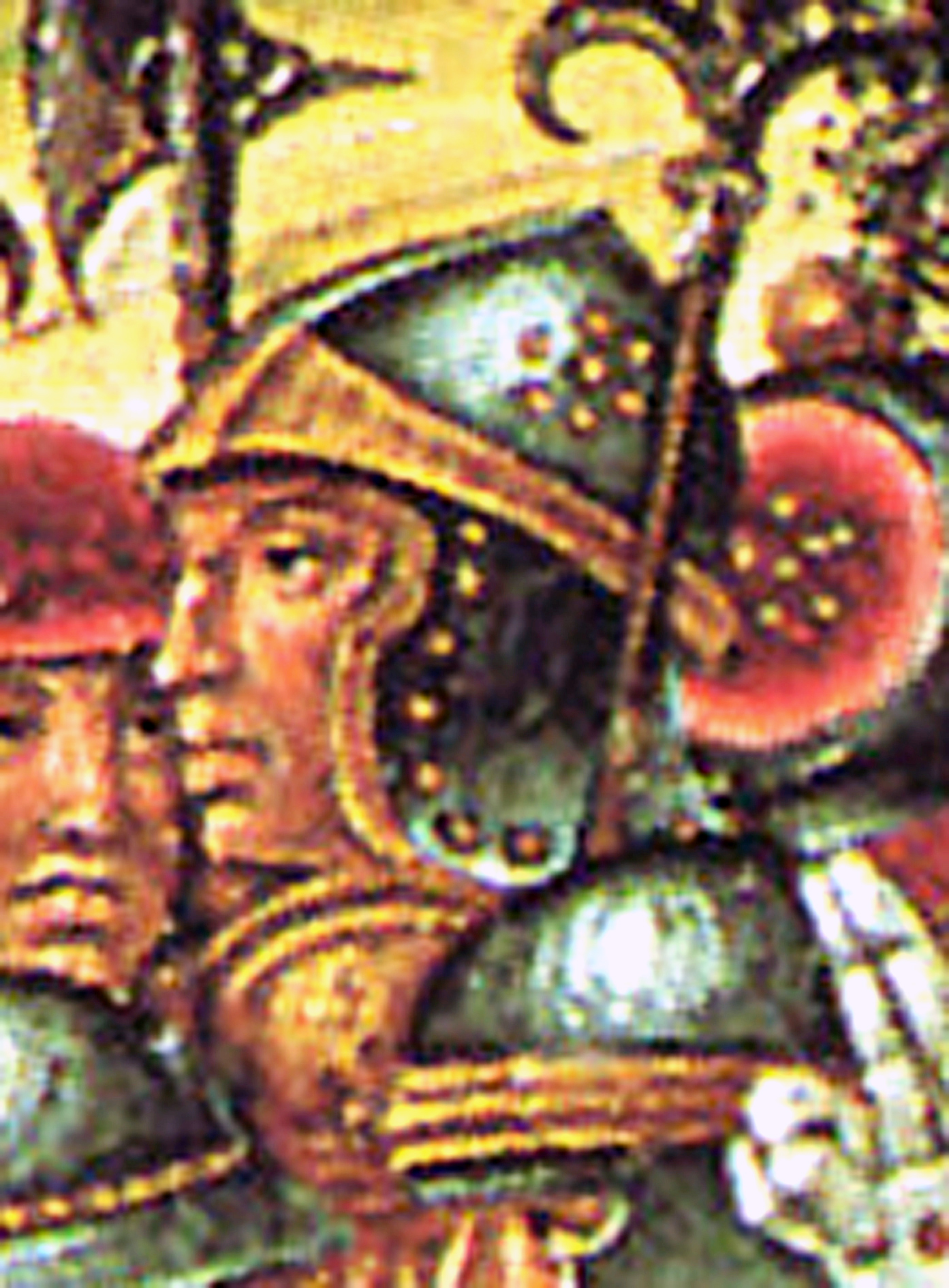
Raymond de Turenne
par Girolamo di Benvenuto

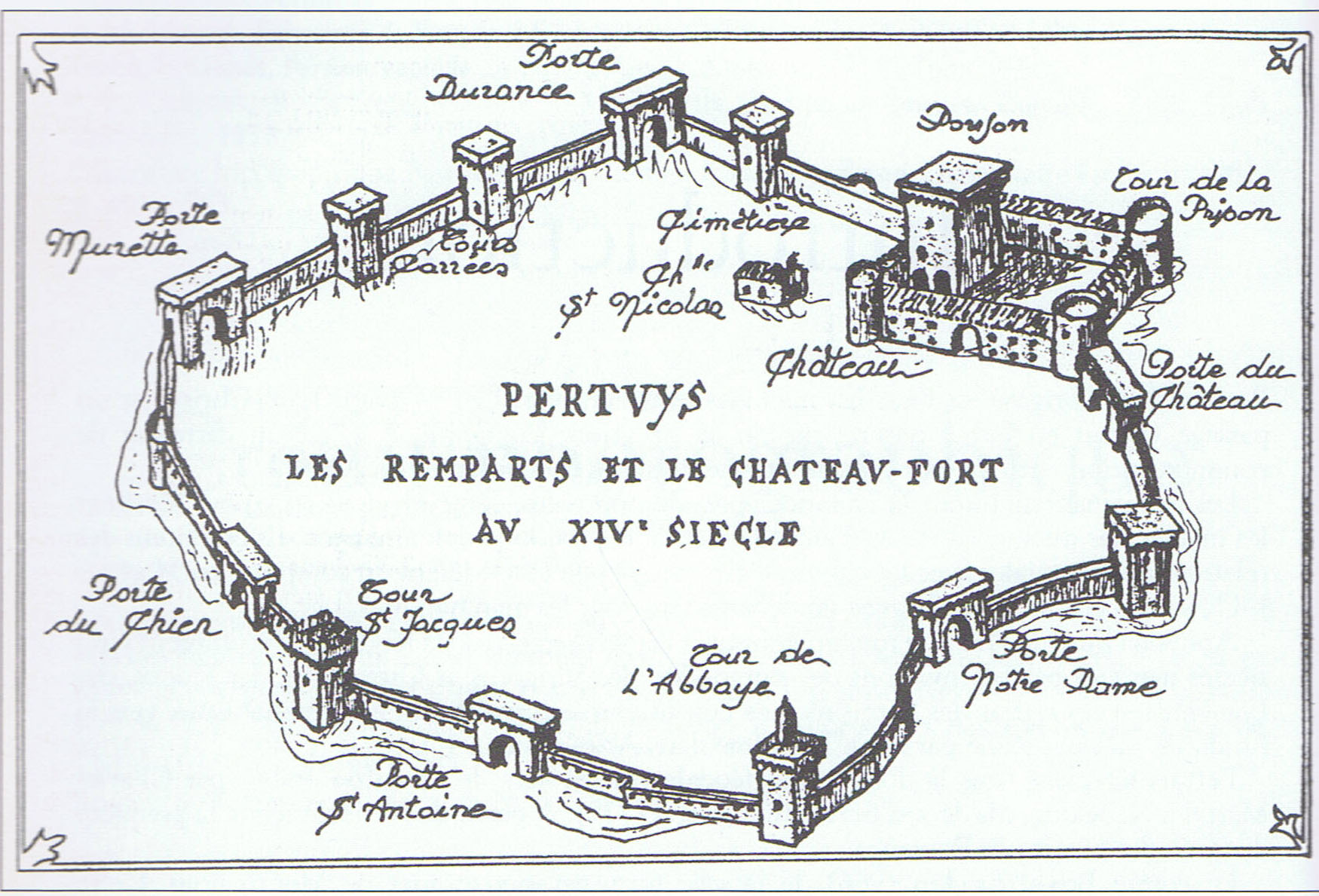
Remparts de Pertuis, quartier général de Gantonnet d'Abzac, Vicaire et Capitaine de Raymond de Turenne
d'après un dessin de M.. Métois

Il rejoignit Avignon, au début des années 1380 pour entrer au service de Clément VII. Lors de la descente des Tuchins dans le Languedoc rhodanien, en 1382, paré du titre de Commandant du Saint-Père pour le Païs de Saint-Esprit, il installa ses quartiers à Pont-Saint-Esprit avec une compagnie d’une quarantaine de lances. La sauvagerie de sa répression, en particulier dans la vallée de la Cèze, choqua les plus endurcis. À tel point que Guillaume III Roger de Beaufort, Capitaine pour le roi de la sénéchaussée de Beaucaire, lui retira son commandement.
En mars 1383, après la trêve signée à Alès, Gantonnet d’Abzac continua la guerre contre les Tuchins de sa propre initiative. Il mit à sac Masmolène et Tresques, fit des prisonniers aux portes de Bagnols-sur-Cèze. Les villages de Saint-Laurent-des-Arbres et de Laudun se firent protéger par les Tuniques Blanches et attaquèrent même Saint-Geniès-de-Comolas où le Capitaine pontifical avait cantonné ses troupes.
Au cours de la guerre de succession qui suivit la mort de la reine Jeanne, comtesse de Provence, Gantonnet lutta contre l’Union d’Aix où s’étaient regroupés les partisans de son neveu et assassin Charles de Duras. Clément VII lui confia la charge de protéger militairement l’archevêque Jean d’Agoult jusqu’à la soumission d’Aix-en-Provence en 1387.
En 1395, il devint le Vicaire et Capitaine général es contés de Prouvence et de Foulcalquier de Raymond de Turenne qui séjournait alors dans sa vicomté. De son quartier général de Pertuis, il eut sous ses ordres toutes les troupes du vicomte. Sur place, il était tout de même sous le contrôle direct de Guy de Pesteils, cousin de Raymond, qui résidait à Mison, près de Sisteron, sur la rive droite de la Durance.
Après le retrait de Provence des dernières compagnies de Raymond de Turenne, en 1399, il revint en Périgord. En 1401, il s’était retiré à La Douze, le château de son frère Adhémar, où il testa le 8 décembre.

### Le testament de Gantonnet
Ce document est exceptionnel car il participe à la fois à l'histoire du Périgord, à celle de la Provence et du royaume de Chypre sous le règne de la maison des Lusignan. Il est dit rédigé sous la dictée de Hélie, autrement appelé Gantonnet d’Abzac, chevalier, paroissien de la Monzie, diocèse de Périgueux.
Il se dit faible de corps et sain d’esprit, se recommande à Dieu, la sainte Vierge et tout le collège [des saints], veut être enterré au cimetière des frères mineurs de Périgueux, leur donne 8 fois 20 deniers [pendant] trois ans pour une messe anniversaire, veut 12 torches de cire de chacune trois livres, à son anniversaire 4 torches de onze livres.

#### Son conflit avec Nicolas Roger de Beaufort
Nicolas Roger de Beaufort, frère de Grégoire XI et de Guillaume III Roger de Beaufort, semble avoir été la bête noire de Gantonnet. Leur premier conflit d'intérêts remonte à 1376. Gantonnet explique :
« À Avignon, dans l’hôtel de monseigneur Raymond de Pradelle, feu archevêque de Nicosie, mon oncle, il y avait une certaine quantité d’objets et d’argent que des sacquos avaient apporté de la ville d’Alexandrie qu’ils avaient prises, et qui est maintenant aux Sarrasins, et d’où, lorsqu’elle fut prise par les chrétiens, on prit une quantité d’objets. Les gens du pape Grégoire vinrent au-dit Hôtel et emportèrent avec eux une certaine quantité d’objets et quand le dit pape Grégoire alla à Rome, Nicolas de Beaufort, chevalier, alors seigneur de Limeuil et maintenant de Miramont, eut besoin d’argent et d’or et le trésorier du pape eut de moi en garde 1 000 florins, de mon consentement, il les donna au seigneur Nicolas que ledit seigneur Nicolas promit de me rendre à la première réquisition.
Je n’ai reçu que 100 francs et, le temps passant, ne pouvant avoir lesdits 1 000 florins de Nicolas, je les ai demandés au trésorier du pape Clément en sa présence et celle de Nicolas, lequel trésorier dit qu’ils avaient été donnés à Nicolas, ce que ce dernier reconnut.
Nicolas de Beaufort m’envoya au lieu appelé Borrel, diocèse de Toulouse, pour reprendre ce lieu tenu par ses hommes et pour le garder, et il me promit de me dédommager de tout ce que je dépenserai pour garder ce lieu. Ensuite, j’y fus je dépensai pour le lieu de Borrel, tant pour la réparation des murs, les victuailles des gens d’armes qui y demeuraient et la garde, 400 francs-or et plus dont je n’ai eu nul remboursement. Quand je voulus partir, ledit Nicolas me donna 300 francs que j’ai donné aux gens d’armes ».

#### Son conflit avec la papauté

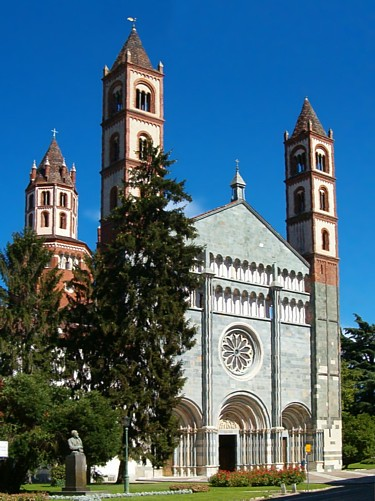
La basilique Saint-André de Verceil

Après avoir évoqué quelques différends financiers avec « Noble homme, monseigneur Raymond de Turenne, chevalier, maintenant comte de Beaufort et vicomte de Turenne » et son père « Noble homme, Guillaume de Beaufort, comte », Gantonnet aborde son conflit avec la papauté d'Avignon sous les pontificats de Grégoire XI et de Clément VII.

« J’étais autrefois au service de notre pape Grégoire de bonne mémoire dans la ville de Verceil, en Lombardie, dont le pape, du consentement du Collège, me fit Capitaine Général de la ville et de toute la marche jusqu’au fleuve Pô. Et il promit de me donner des gages mensuels pour la garde de la ville que j’ai gardé longtemps et dont j’ai fait le compte avec le chambrier de la Chambre de Notre Saint Père le pape. Le compte fait, j’ai signalé au chambrier que la pape me devait 7 000 florins-or de la Chambre Apostolique comme il apparaît très clairement sur une bulle plombée – de 7 000 florins – qui a été assignée sur le royaume de Chypre sur les collecteurs du pape. 
Cette assignation je l’ai apportée dans le royaume de Chypre dans la compagnie du roi de Chypre. J’ai été blessé de plusieurs blessures devant la ville de Famagouste et, de ces blessures, je suis resté infirme plus de quatre ans dans le royaume de Chypre. Après je ne fus pas guéri ou que je n’allais pas mieux, mais j’avais dépensé de nombreux deniers tout le temps que j’étais resté et je ne reçus pas plus de 700 florins d’or ou d’argent que me donna le collecteur du pape à Chypre avec deux lettres d’obligation qui contenaient que les Cornaro, marchands de Venise, tenaient et étaient obligés par Raymond de Pradelle, archevêque d’Ostie et patriarche de Nicosie, mon oncle, 1 200 florins. 
Quand je suis revenu à Avignon, je les ai demandés au pape Clément, il m’a dit de m’adresser au chambrier pour les dépenses que j’avais faites et que les 700 florins du royaume de Chypre ne seraient pas alors comptés. Mais je n’ai rien eu des 7 000 florins de la bulle plombée et scellée. De même que n’a pas été comptée la somme de 2 000 florins pour la vente au pape de la ville d’Arona. Au total la Chambre me doit 100 000 florins. »

#### Son conflit avec Jean de Limeuil, fils de Nicolas Roger de Beaufort
Gantonnet semble s'être fait aussi gruger par Jean Roger de Beaufort, sire de Limeuil et fervent partisan du parti anglais. Il conclut son testament en indiquant :
«Je signale que, à cause de mes maladies, beaucoup de personne se sont servies et ont tenu mon propre sceau quand je ne pouvais pas m’en servir, à savoir certaines avec mon autorisation et d’autres non. Si bien qu’elles ont pu faire des chartres fausses de reconnaissances, donations, promesses ou obligations. Je désavoue ledit sceau et les lettres scellées sauf celles écrites de ma propre main ou par des témoins dignes de foi. Jamais je n’ai fait donation, vente et cession de mon bien de Montastruc-Bellegarde, ni aucun de mes biens propres à Jean de Beaufort, seigneur de Limeuil. Je ne lui dois rien et il ne m’a rien demandé. Pour le reste de mes biens, j’institue héritier universel mon aimé et très cher frère germain : Adémar d’Abzac, demoiseau, qui devra régler mes dettes ».